# Atipakondre
Atipakondre is een plaats aan de Tapanahonyrivier in Sipaliwini in Suriname, ten zuiden van Drietabbetje, dat verder stroomafwaarts van de rivier ligt. Dorpen in de omgeving zijn Ajitikondre en Abetwokondre.
Alalapadoe · Amatopo · Anapi · Atipakondre · Coeroenie · Kasjoe-eiland · Kwamalasamoetoe · Lucie · Sakuru · Sipaliwinisavanne · Vier Gebroeders